# 우마우아카 협곡
우마우아카 협곡(스페인어: Quebrada de Humahuaca)은 아르헨티나 북서부 후후이주에 있는 협곡이다. 남북으로 150km가량 뻗어있으며, 서쪽과 북쪽은 고원, 동쪽은 안데스 산맥의 산등성이, 남쪽은 계곡과 맞닿아있다.

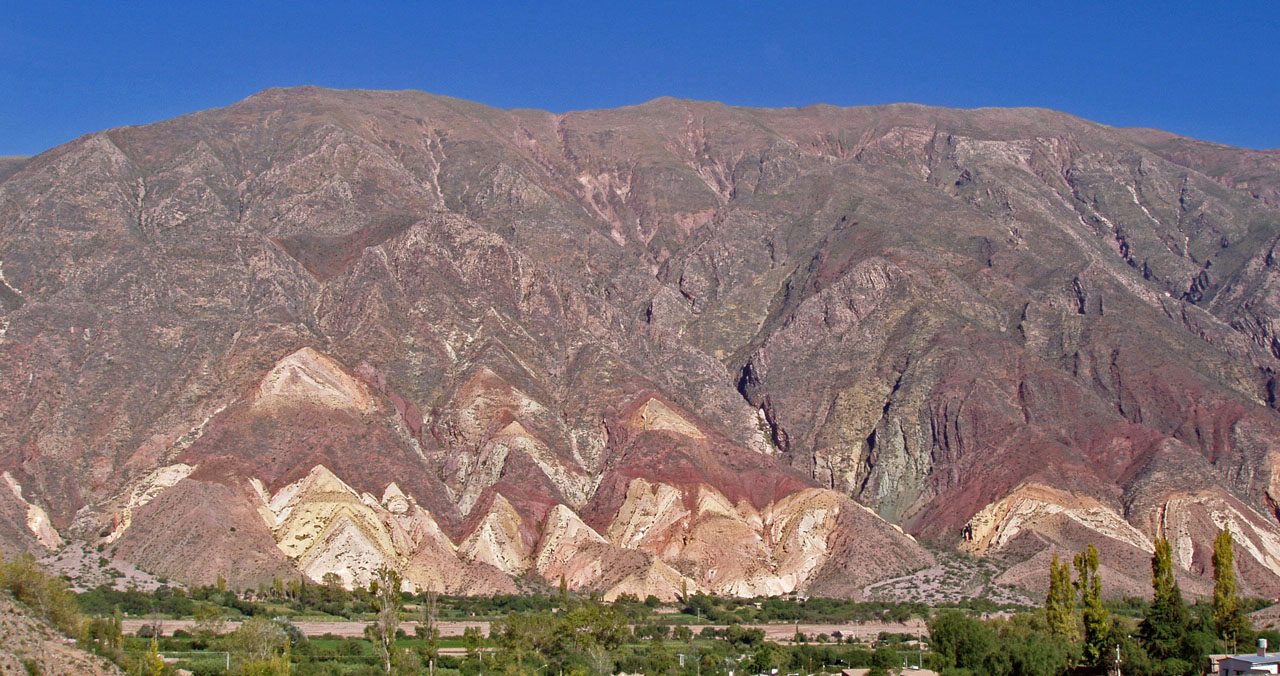
협곡 내 마이마라 마을의 모습

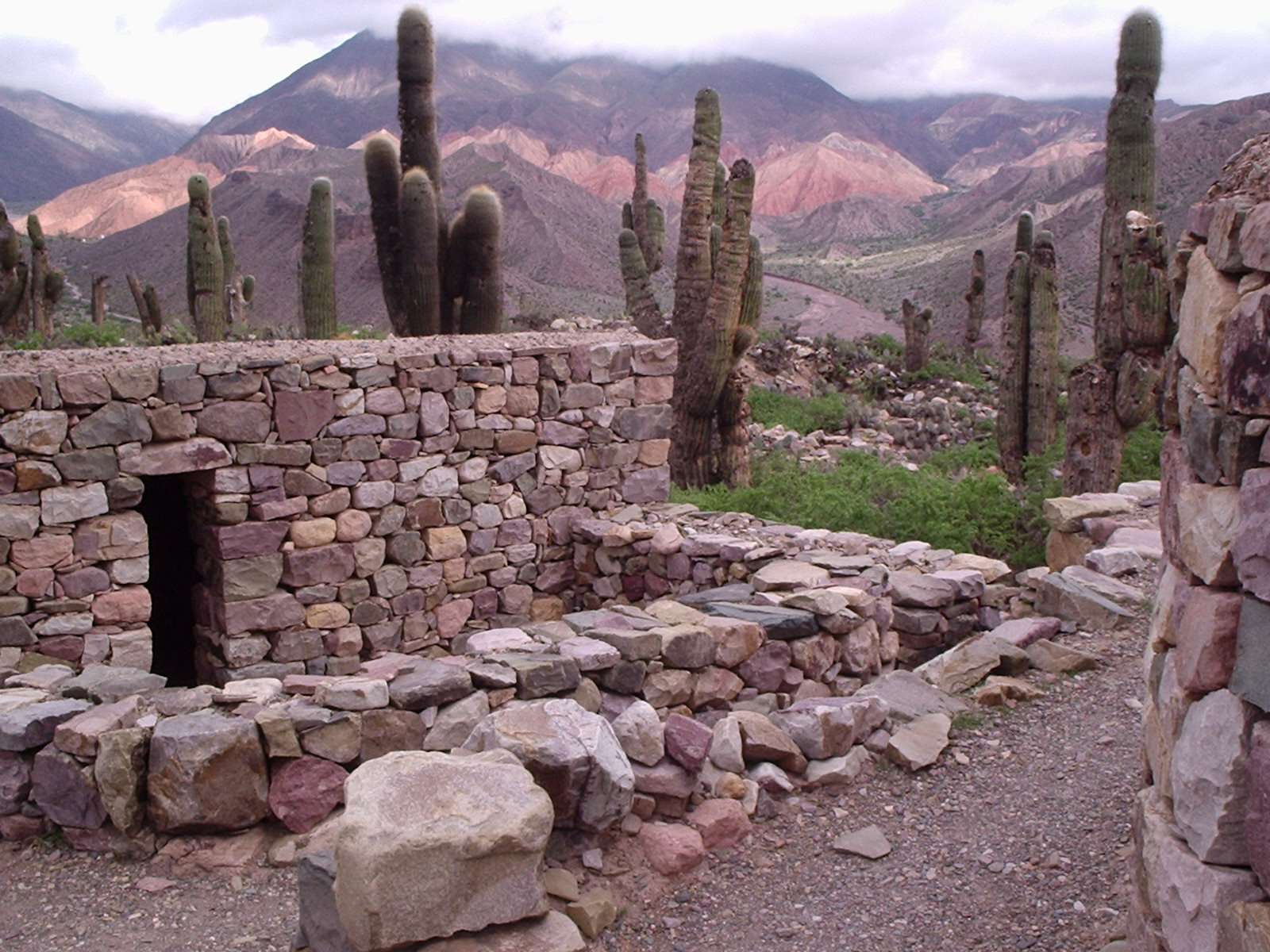

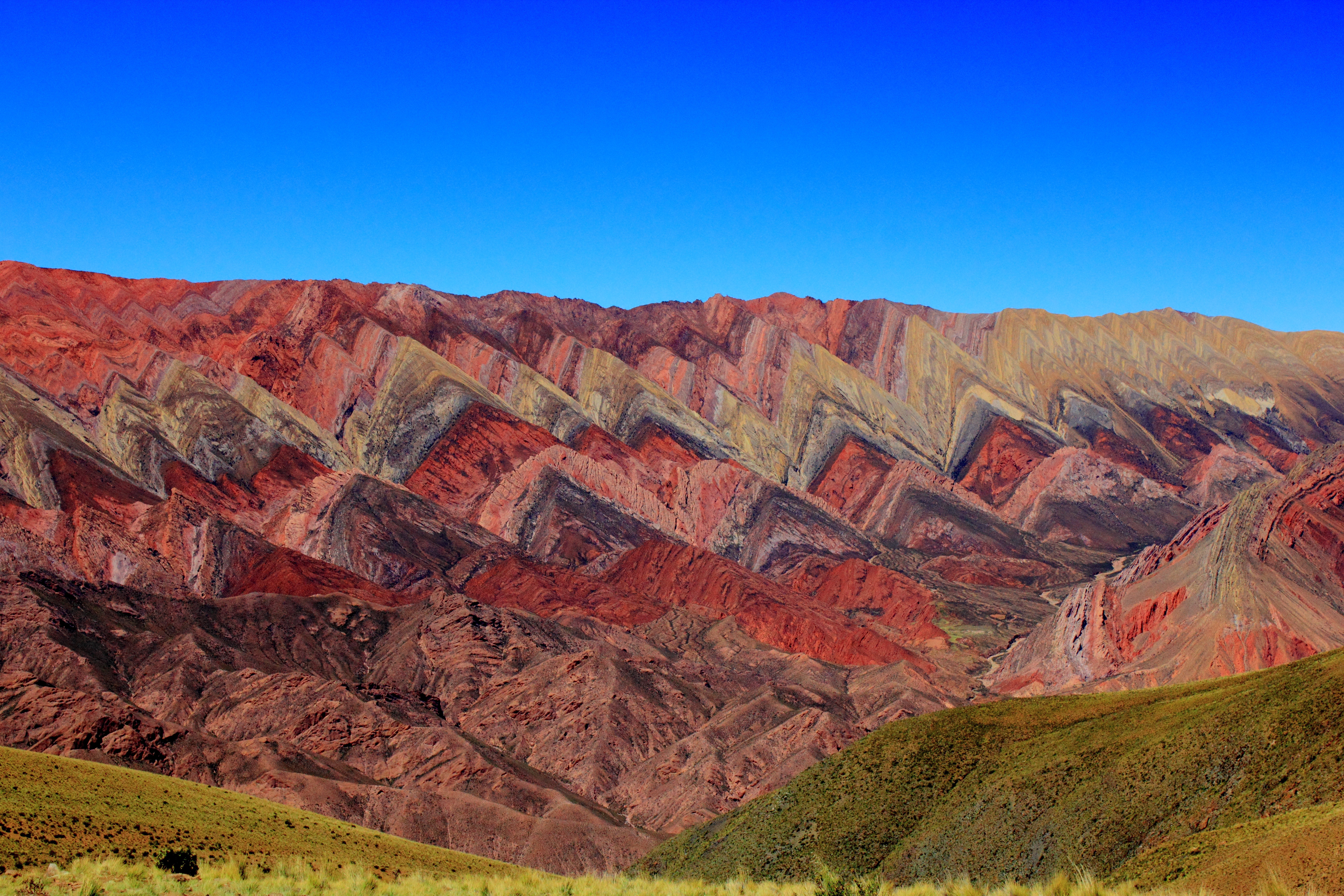

'우마우아카'라는 명칭은 이 협곡 부근의 도시인 우마우아카에서 유래했으며, 현재 이 도시에는 11,000여명의 주민이 살고 있다. 이 곳은 교통의 요지로써 지난 10,000여년간 이 부근 지방의 경제적, 사회문화적 중심지였다. 15세기에는 잉카 제국의 주요한 교통로가 지나가는 곳이었으며, 제국주의 시대에는 페루 부왕령 지방과 리오 데 라 플라타 부왕령 지방을 잇는 두 지방 사이의 교량 역할을 했다.
2003년, 유네스코는 이 곳에 있는 사회, 문화적으로 중요한 유산들의 가치를 인정하여 세계유산으로 지정하였다.

## 같이 보기
- 우마우아카